# 엄마는 여자를 좋아해
《엄마는 여자를 좋아해》(A Mi Madre Le Gustan Las Mujeres, My Mother Likes Women)는 스페인에서 제작된 이네스 파리스 감독의 2002년 코미디 영화이다. 레오노르 와틀링 등이 주연으로 출연하였고 페르난도 콜로모 등이 제작에 참여하였다. 스페인에서 2002년 1월 11일 초연되었다.

## 출연

### 주연
- 레오노르 와틀링
- 실비아 아바스칼

### 조연
- 마리아 푸할테
- 로사 마리아 사르다
- 엘리스카 시로바
- 치스코 아마도

## 기타
- 음향: 줄리오 레큐에로
- 미술: 솔레다드 세세냐
- 의상: 빈첸테 루이즈